# Говоровський дуб
Го́воровський дуб — зникле меморіальне дерево в Україні.
За даними відомого кримського вченого-садівника Л. П. Симиренка, в 1910 р. обхват стовбура дуба на рівні землі був 11 м, а на висоті 2,13 м — 11,38 м. Отже, його вік міг бути 1400 років. Ріс дуб у фруктовому саду маєтку Говорова, в заплаві річки Бельбек біля мосту, с. Біюк-Сюрень (сучасне с. Танкове). Окружність крони дуба становила 46 м, під ним могло одночасно поміститися 3 тис. чоловік. Важкі гілки дерева підтримувалися кам'яними колонами. За величезні розміри дуб нерідко називали «кримським баобабом». Дерево було популярним екскурсійним об'єктом, його фотографії нерідко публікувалися в центральних російських журналах. Першим його виміряв відомий вчений П. С. Паллас, а потім засновник Нікітського ботсаду Х. Стевен. У 1922 р. унікальне дерево було знищено. По суті, Говоровський дуб був найстарішим і найбільшим з усіх зараз відомих дубів України.

## Ресурси Інтернету
- Фотогалерея видатних вікових дерев міста Києва [Архівовано 12 березня 2012 у WebCite]

## Виноски
1. ↑   Симиренко Л. П. Крымское промышленное плодоводство. — М, 1912. Ч. 1. — 740 с.